# Regimiento de Transmisiones n.º 21
El Regimiento de Transmisiones n.º 21 es una unidad militar del Ejército de Tierra de España encargada del servicio de transmisiones y comunicaciones entre unidades del Ejército. Actualmente está encuadrado en el Mando de Transmisiones y su acuartelamiento se encuentra compartido entre la Base General Almirante, sita a su vez en la localidad valenciana de Marines y la Base del Cid Campeador en Castrillo del Vall (Burgos).

## Historia
Fundado en 1902, el regimiento constituye la unidad de transmisiones más antigua de todas las que históricamente han existido en el Ejército de Tierra, cuyos antecedentes están en las unidades de Telégrafos creadas en el siglo XIX. Originalmente la unidad estuvo acantonada en la localidad madrileña de El Pardo, en los acuartelamientos de El Retamar y Zarco del Valle. 
En julio de 1936 el regimiento de Transmisiones, al mando del coronel Juan Carrascosa Revellat, se unió al golpe de Estado contra la República y —bajo la excusa de cerrar el paso a las columnas del general Mola— partió hacia la Sierra de Guadarrama, uniéndose a las fuerzas sublevadas. Durante la Guerra civil luchó junto al Bando sublevado.
Tras el final de la contienda, una instrucción militar de 1940 devolvió al regimiento a su antiguo acuartelamiento de El Pardo. En 1996, con la reforma orgánica del Ejército de Tierra, se trasladó a la Base «General Almirante» en la localidad valenciana de Marines. En la actualidad está encuadrado en el Mando de Transmisiones.

## Estructura
La estructura orgánica del Regimiento de Transmisiones n.º 21 es la siguiente:
- Mando y Plana Mayor de Mando;
- Unidades de Centros de Transmisiones de Puestos de Mando;
- Unidades  de Transmisiones de Centros Nodales;
- Unidades de  Centros de Transmisiones de Apoyo.